# 2CV Mehari Club Cassis
2CV Mehari Club Cassis is een Frans autobedrijf dat is gespecialiseerd in de bouw en restauratie van onder andere de Citroën Méhari. Het bedrijf ontstond in de jaren tachtig, toen drie broers, Georges, Gilles en Philippe, begonnen met het renoveren en personaliseren van Méharis in de buurt van de Citroën-dealer van hun vader. Een aantal jaar later begonnen de broers hun eigen catalogus met reserveonderdelen op de markt te brengen.
Toen de productie van de Méhari in 1998 werd stopgezet door Citroën, vertrouwde de fabrikant hen de originele gereedschappen en machines toe om onderdelen voor de Méhari te blijven produceren. Hetzelfde gebeurde opnieuw aan het begin van het millennium toen ook de productie van de Eend (2CV) werd stopgezet.
In november 2022 nam het het Nederlandse Burton Car Company en zijn dochteronderneming 2CV Parts over, waarna de twee grotendeels onafhankelijk bleven opereren.

## Externe Links
- Officiële website